# Czubajeczka brzuchatozarodnikowa

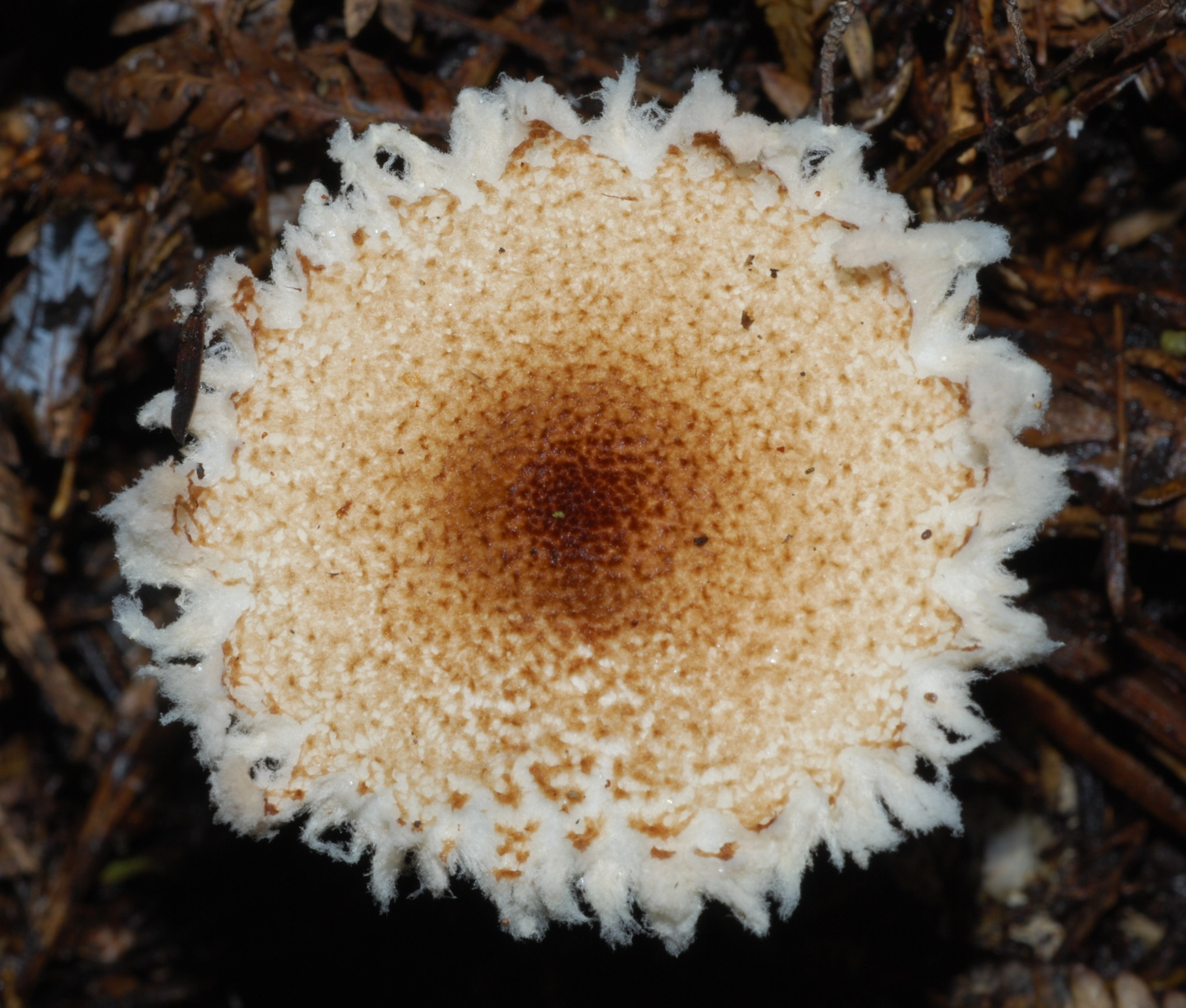

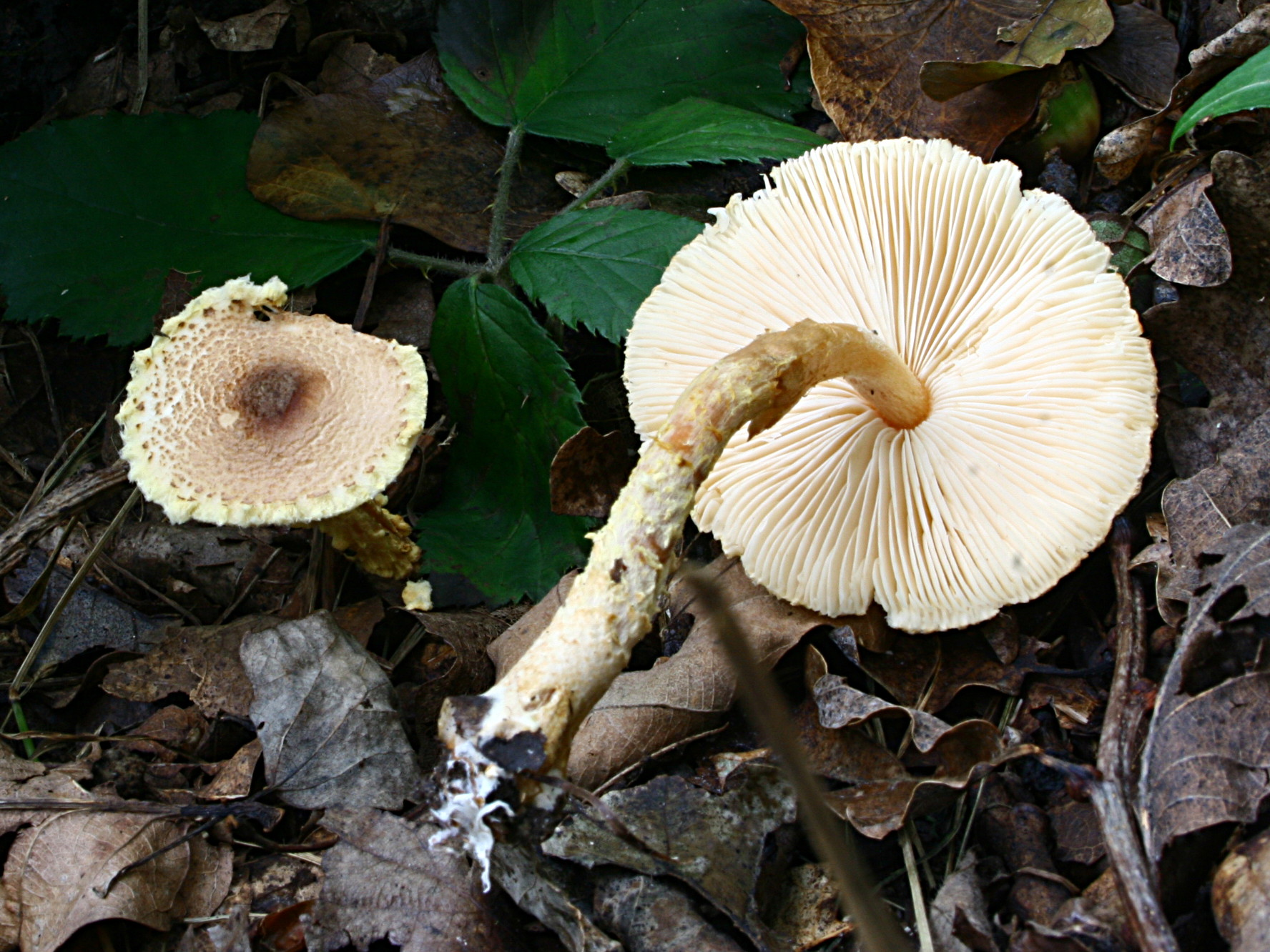

Czubajeczka brzuchatozarodnikowa (Lepiota magnispora Murrill) – gatunek grzybów z rodziny pieczarkowatych (Agaricaceae).

## Systematyka i nazewnictwo
Pozycja w klasyfikacji według Index Fungorum: Lepiota, Agaricaceae, Agaricales, Agaricomycetidae, Agaricomycetes, Agaricomycotina, Basidiomycota, Fungi.
Synonimy:
- Lepiota claviceps Henn.
- Lepiota magnispora var. fulva (Bon) Valade 2014
- Lepiota magnispora var. umbrinorufescens (Bon) Valade 2014
- Lepiota ventriosospora D.A. Reid 1958
- Lepiota ventriosospora var. fulva Bon 1974
- Lepiota ventriosospora var. umbrinorufescens Bon 1993
- Lepiota ventriosospora D.A. Reid 1958 var. ventriosospora

Nazwę polską zaproponował Władysław Wojewoda w 2003 r. (dla synonimu Lepiota ventriosospora). 

## Morfologia
Kapelusz
Średnica 2-6 cm, początkowo dzwonkowaty, potem płaskowypukły. Powierzchnia różowoochrowa do jasnobrązowej, tylko na środku kapelusza czerwonawobrązowa, promieniowo włókienkowata. Brzegi ze zwieszającymi się resztkami osłony.
Blaszki
Wolne, gęste, białawe.
Trzon
Wysokość 4-10 cm, grubość 0,3-1 cm, kształt walcowaty, nieco zgrubiały przy podstawie. Powierzchnia włóknista, pokryta takimi samymi włókienkami, jak na kapeluszu. Posiada kłaczkowatą strefę pierścieniową lub pierścień, który często jednak zanika. U podstawy łodygi obfita biała grzybnia.  
Miąższ
Cienki, o barwie od białej do żółtawobrązowej, bez smaku. Zapach nieprzyjemny.
białawy, żółtawobrązowy w trzonie; zapach nieprzyjemny, smak neutralny. 
Wysyp zarodników
Biały.
Cechy mikroskopowe
Zarodniki  cylindryczno-wrzecionowate i niesymetryczne, hialinowe, amyloidalne, o rozmiarach 13–22 × 4–5 μm. Cheilocystydy o rozmiarach około 30 × 10 μm, butelkowate lub maczugowate, niepozorne i podobne do bazydioli. Pleurocystyd brak. Komórki skórki kapelusza zbudowane ze splątanych strzępek, niektóre z nich mają sprzążki.

## Występowanie
Czubajeczka brzuchatozarodnikowa znana jest w większości krajów Europy, poza tym odnotowano jej występowanie w Kostaryce oraz  Kamerunie i Maroku. W niektórych rejonach Europy jest częsta. Podawane jest jej występowanie także w Ameryce Północnej, ale tutaj jej występowanie jest niepewne, mylona jest bowiem z czubajeczką tarczowatą (Lepiota clypeolaria). Na terenie Polski do 2003 r. podano 4 stanowiska. 
Saprotrof. Owocniki wyrastają od lata do jesieni na leśnych ściółkach, pod drzewami liściastymi i iglastymi.

## Gatunki podobne
Najbardziej podobna jest czubajeczka tarczowata. Jest podobnie strzępiasta, ale czubajeczka brzuchatozarodnikowa odróżnia się bardziej żółtymi kolorami i bardziej kontrastującym środkiem kapelusza.